# Odd Ivar Lindberg
Odd Ivar Lindberg (Oslo, 20 dicembre 1948) è un ex calciatore norvegese, di ruolo portiere.

## Carriera

### Club
Dopo aver giocato in patria nel Drafn, Lindberg nel settembre 1967 si trasferisce presso gli statunitensi del Dallas Tornado, risultando il primo giocatore effettivamente ingaggiato dal club di Dallas per la stagione 1968.
Con i Tornado partecipò al tour mondiale voluto ed organizzato dal nuovo allenatore del club, il macedone-canadese Bob Kap, che vide la franchigia impegnata in una serie di massacranti incontri tra Africa, Europa, Asia e Oceania. Il tour ebbe effetti devastanti sulla squadra durante la stagione regolare, la prima della neonata NASL, che nonostante l'allontanamento di Kap, inanellò una lunga serie di sconfitte. La squadra chiuse il torneo al quarto ed ultimo posto della Gulf Division, con sole due vittorie e quattro pareggi ottenuti a fronte di ben 26 sconfitte. Negli Stati Uniti giocò anche con i St. Louis Stars.
In seguito si trasferì agli svedesi dell'Ope, dove militò fino al 1975. Nel 1976, fu ingaggiato dallo Örebro, per cui disputò 59 incontri nell'Allsvenskan. Fu poi in forza al IFK Göteborg con cui giocò due incontri nella Coppa delle Coppe 1979-1980, raggiungendo con il suo club i quarti di finale del torneo, venendo eliminati dai futuri finalisti dell'Arsenal.
Chiuse la carriera al Forward.

### Nazionale
Il 17 settembre 1966, vestì la maglia della Norvegia under 19 in occasione della sconfitta per 1-4 contro la Svezia under 19. In due circostanze, fu in panchina per degli incontri con la Nazionale maggiore, ma non riuscì mai ad esordire.